# الدوري النمساوي 1957–58
الدوري النمساوي الممتاز 1957–58 (بالألمانية: Österreichische Fußballmeisterschaft 1957/58)‏ هو الموسم 47 من  بوندسليغا النمسا لكرة القدم. أشرف على تنظيمه اتحاد النمسا لكرة القدم، وكان عدد الأندية المشاركة فيه  14، وفاز فيه نادي فينر.